# Sharpie (vela)

Ilustração de uma embarcação da classe 12 m² Sharpie.

A classe Sharpie, também conhecida como 12 m² Sharpie, é uma classe de iates clássicos de corrida projetado em 1931 pelos irmãos Kröger em Warnemünde, Alemanha. Até hoje, o design original foi preservado e a classe é navegada competitivamente no Reino Unido, Países Baixos, Alemanha, e Portugal. Os Campeonatos Europeus são alternados entre estes quatro países todos os anos.
Ainda existe um pequeno número de Sharpies originais na Austrália e no Brasil, embora não tenham sido navegados competitivamente em nível internacional desde a década de 1960. A classe fez parte do programa da vela nos Jogos Olímpicos de Verão de 1956.